# Yautepec, Guerrero
Yautepec är en ort i Mexiko.   Den ligger i kommunen Malinaltepec och delstaten Guerrero, i den sydöstra delen av landet, 250 km söder om huvudstaden Mexico City. Yautepec ligger 2 346 meter över havet och antalet invånare är 297.
Terrängen runt Yautepec är huvudsakligen kuperad, men västerut är den bergig. Yautepec ligger uppe på en höjd. Runt Yautepec är det ganska tätbefolkat, med 65 invånare per kvadratkilometer. Närmaste större samhälle är Malinaltepec, 4,7 km sydväst om Yautepec. I omgivningarna runt Yautepec växer huvudsakligen savannskog.